# São Geraldo do Araguaia
São Geraldo do Araguaia est une municipalité brésilienne située dans l'État du Pará.